# Ordine di Ferdinando I
L'Ordine di Ferdinando I era un'onorificenza concessa dal Regno di Romania.

## Storia
L'Ordine è stato fondato il 10 maggio 1929 dal principe rumeno Nicola, reggente per l'allora minorenne re Michele I, in onore di suo padre, re Ferdinando I.
L'Ordine per premiare coloro che con la loro attività a favore della nazione o con azioni militari hanno contribuito all'unione di tutti i romeni e coloro che in futuro avranno meriti straordinari per il paese.
Con la riforma delle onorificenze fatta nel 1937 da re Carlo II l'Ordine è stato abolito.

## Classi
L'Ordine disponeva dei seguenti gradi di benemerenza:
- Collare
- Cavaliere di Gran Croce
- Commendatore con Placca
- Commendatore
- Ufficiale
- Cavaliere

## Insegne
- L'insegna era una croce smaltata di verde che ricordava il monogramma di re Ferdinando I e sormontata dalla corona del regno.
- Il collare era costituito da coppie di anelli collegati tra loro da catene triple.
- La placca era a forma di diamante con all'interno la croce dell'Ordine.
- Il nastro era blu scuro con una fascia centrale color oro caricata di una striscia rossa più sottile.

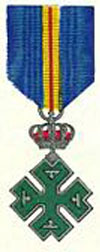
Cavaliere
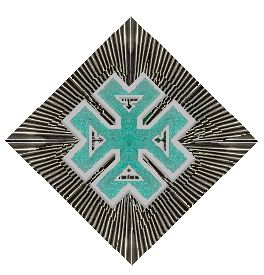
Placca di Commendatore
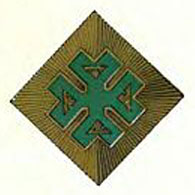
Placca di Gran Croce
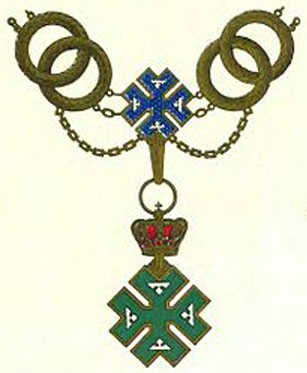
Collare